# Dasyornis broadbenti
L'uccello di macchia castano o beccoriccio rossiccio (Dasyornis broadbenti (McCoy , 1867)) è un uccello passeriforme della famiglia dei Dasyornithidae.

## Etimologia
Il nome scientifico della specie, broadbenti, venne scelto in omaggio a Kendall Broadbent, ornitologo dilettante che reperì gli esemplari utilizzati per la sua descrizione scientifica.

## Descrizione

### Dimensioni
Misura 25 cm di lunghezza, per 77 g di peso.

### Aspetto

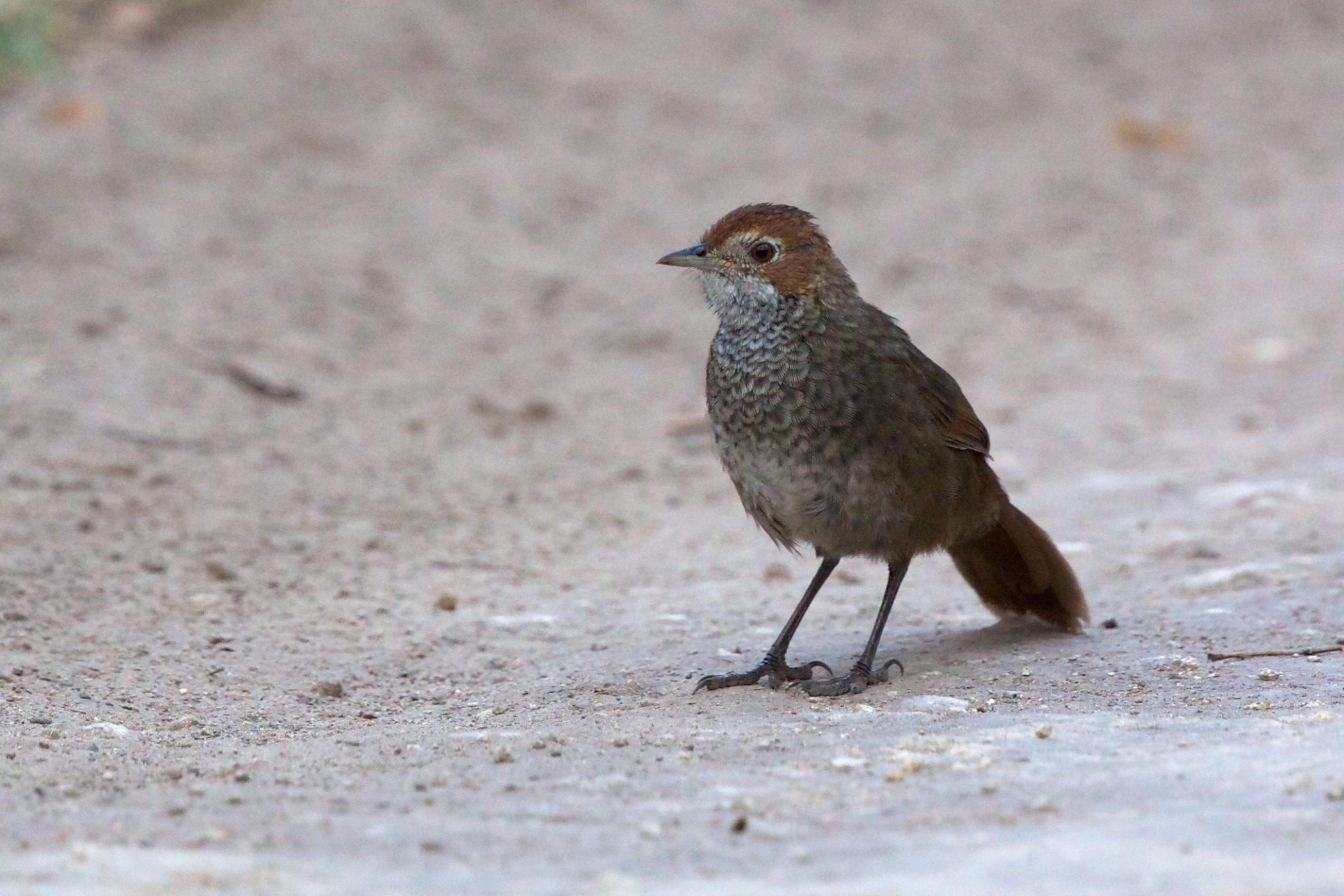
Esemplare al suolo nel Victoria.

Si tratta di uccelli dall'aspetto paffuto ed arrotondato, con testa arrotondata che sembra incassata direttamente nel tronco e munita di becco conico e sottile dalla punta superiore lievemente ricurva verso il basso, mentre le ali sono corte ed arrotondate, la coda è piuttosto allungata e presenta estremità arrotondata anch'essa e le zampe sono forti e allungate.
Il piumaggio è di colore castano-rossiccio (come intuibile dal nome comune) su fronte, vertice, nuca e guance, sicché l'animale sembra indossare un casco in pelle: l'area fra becco ed occhi ed un accenno di mustacchio sono di color bianco-grigiastro, mentre collo, lati del petto e fianchi sono di colore grigio, ali, ventre, sottocoda, codione e coda sono di colore bruno e gola e parte inferiore del petto sono biancastre, mentre il petto è grigio-topo colore ma con le singole penne orlate di bianco, a dare un effetto a scaglie.
Il becco è nero-bluastro superiormente e grigio-azzurro inferiormente, gli occhi sono di colore rosso-bruno e le zampe sono di color carnicino-violaceo.

## Biologia

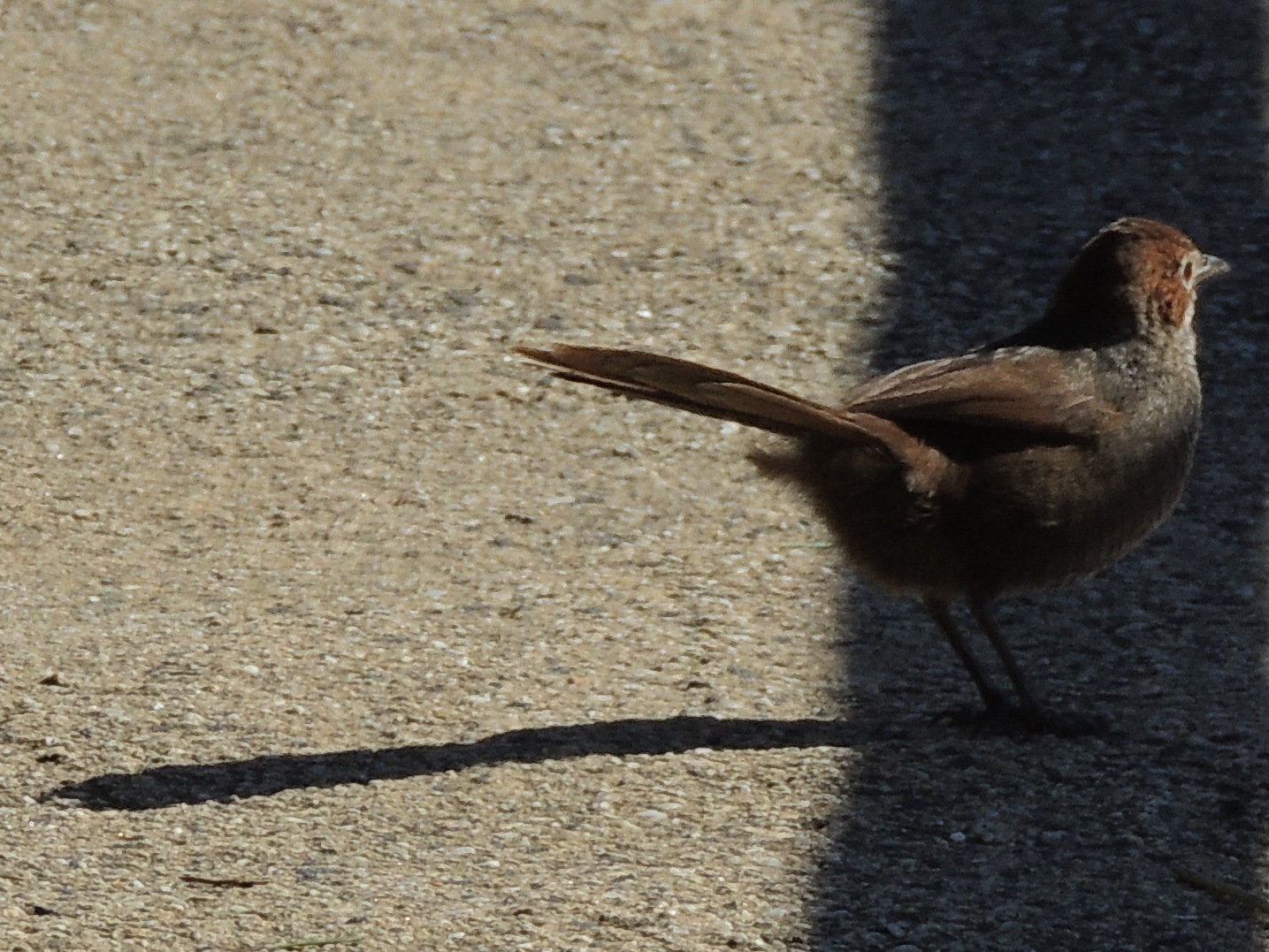
Esemplare al suolo nel Victoria.

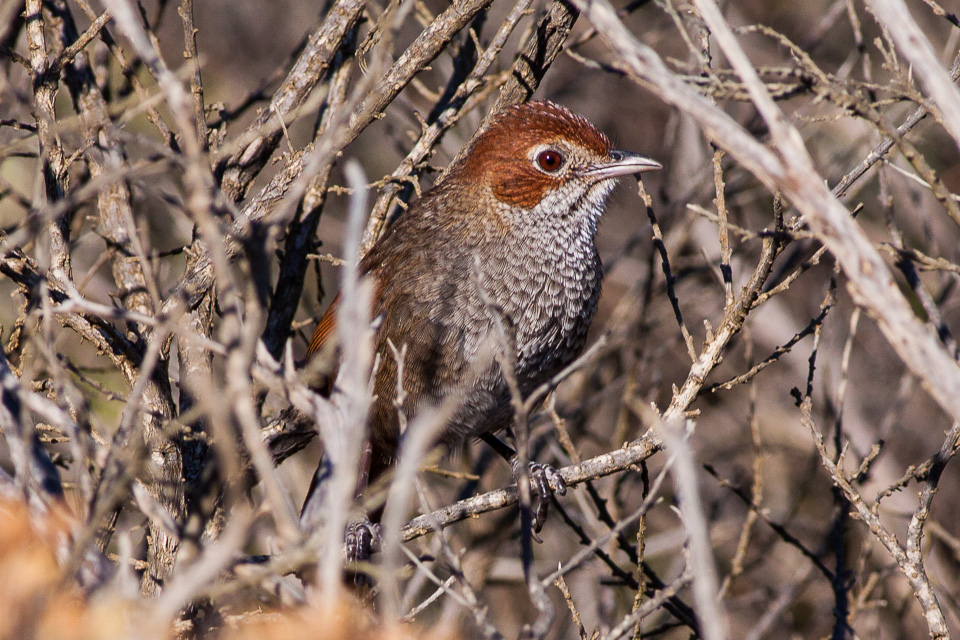
Esemplare in natura.

Si tratta di uccelli dalle abitudini di vita essenzialmente diurne, che vivono da soli o in coppie e passano la maggior parte della giornata alla ricerca di cibo al suolo, alzandosi in volo solo in rare occasioni e per brevi distanze, preferendo fuggire via correndo oppure nascondendosi fra la vegetazioni, dove attendono immobili l'allontanarsi del pericolo.
Il richiamo di questi uccelli consiste in 3-4 note uguali seguite da due versi bitonali cinguettanti discendenti: essi sono soli emetterlo da postazioni elevate come tronchi caduti o massi.

### Alimentazione
La dieta dell'uccello di boscaglia castano è principalmente insettivora, componendosi di insetti, piccoli invertebrati e larve: questi uccelli si nutrono inoltre di cibo di origine vegetale, come semi, granaglie, bacche, frutta e germogli.

### Riproduzione
Il periodo riproduttivo va da agosto a gennaio: si tratta di uccelli monogami, che portano avanti una singola covata l'anno. Durante la stagione degli amori, questi animali divengono più vocali del solito, emettendo più spesso il richiamo a fini territoriali.
Il nido ha forma globosa e viene costruito dalla sola femmina fra i rami bassi di un cespuglio, ben nascosto fra il fogliame, intrecciando fibre vegetali: al suo interno, la femmina depone normalmente due uova, che provvede a covare da sola (col maschio che la imbecca e tiene sotto controllo il territorio, pronto a scacciare eventuali intrusi) per una ventina di giorni, al termine dei quali schiudono pulli ciechi ed implumi.

I nidiacei vengono imbeccati e accuditi da ambedue i genitori: in tal modo, essi divengono in grado d'involarsi attorno alle tre settimane di vita, pur rimanendo coi genitori ancora per un paio di settimane prima di rendersene totalmente indipendenti ed allontanarsi.

## Distribuzione e habitat
L'uccello di boscaglia castano è endemico dell'Australia, della quale popola la fascia costiera sud-orientale compresa fra la zona ad est della penisola di Yorke e la periferia occidentale di Geelong.
L'habitat di questi uccelli è rappresentato dalla macchia cespugliosa sulle dune costiere.

## Tassonomia
Se ne riconoscono tre sottospecie:

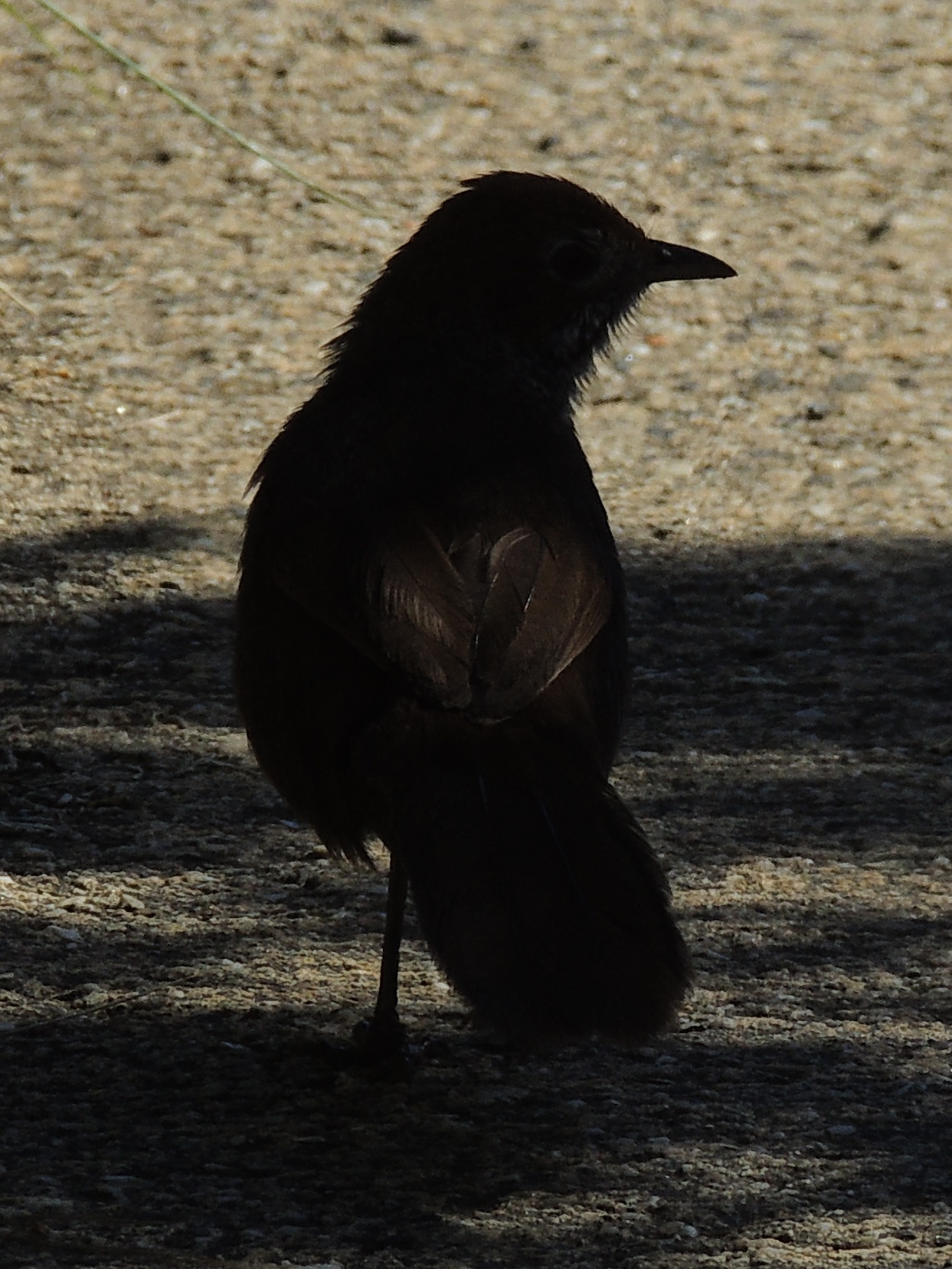
Esemplare della sottospecie caryochorus.

- Dasyornis broadbenti broadbenti (McCoy , 1867) - la sottospecie nominale, diffusa nella fascia costiera al confine fra Victoria ed Australia Meridionale;
- Dasyornis broadbenti litoralis (Milligan, 1902) † - diffusa nella fascia costiera sud-occidentale dell'Australia Occidentale, attualmente estinta;
- Dasyornis broadbenti caryochrous Schodde & Mason, 1999 - diffusa da Peterborough ad Anglesea;

Alcuni autori riconoscerebbero inoltre una sottospecie whitei dell'Australia Meridionale, sinonimizzata con la nominale. La sottospecie litoralis, invece, più piccola e colorata e dalle vocalizzazioni differenti, potrebbe rappresentare una specie a sé stante.